# فرضية الرقابة الكونية
فرضيات الرقابة الكونية الضعيفة والقوية هما تخمينان رياضيان حول بنية التفردات الثقالية الناشئة في النسبية العامة.
عادة ما يتم إخفاء التفردات التي تنشأ في حلول معادلات أينشتاين داخل آفاق الحدث، وبالتالي لا يمكن ملاحظتها من بقية الزمكان. تسمى التفردات غير المخفية بأنها تفرد مجرد. وضع روجر بنروز فرضية الرقابة الكونية الضعيفة في عام 1969 ويفترض أنه لا توجد تفردات عارية في الكون.

## الأساسيات
نظرًا لأن السلوك الجسدي للتفردات غير معروف، إذا كان من الممكن ملاحظة التفردات من بقية الزمكان، فقد تنهار السببية، وقد تفقد الفيزياء قوتها التنبؤية. لا يمكن تجنب هذه المشكلة لأنه وفقًا نظريات التفرد (بينروز-هوكينج)، فإن التفردات أمر لا مفر منه في المواقف المعقولة جسديًا. ومع ذلك في غياب شخصياته المجردة، والكون، كما وصفها نظرية النسبية العامة، هو حتمية: كان من الممكن التنبؤ بتطور كامل الكون (ربما باستثناء بعض المناطق محدودة في الفضاء مخبأة داخل أفق الحدث من التفردات)، ومعرفة حالتها فقط في وقت معين (بتعبير أدق، في كل مكان على سطح مفرط ثلاثي الأبعاد يشبه الفضاء، يسمى سطح كوشي). يؤدي فشل فرضية الرقابة الكونية إلى فشل الحتمية، لأنه لا يزال من المستحيل التنبؤ بسلوك الزمكان في المستقبل السببي للفرد. الرقابة الكونية ليست مجرد مشكلة مصلحة رسمية. يُفترض شكل من أشكاله عندما يتم ذكر آفاق حدث الثقب الأسود.

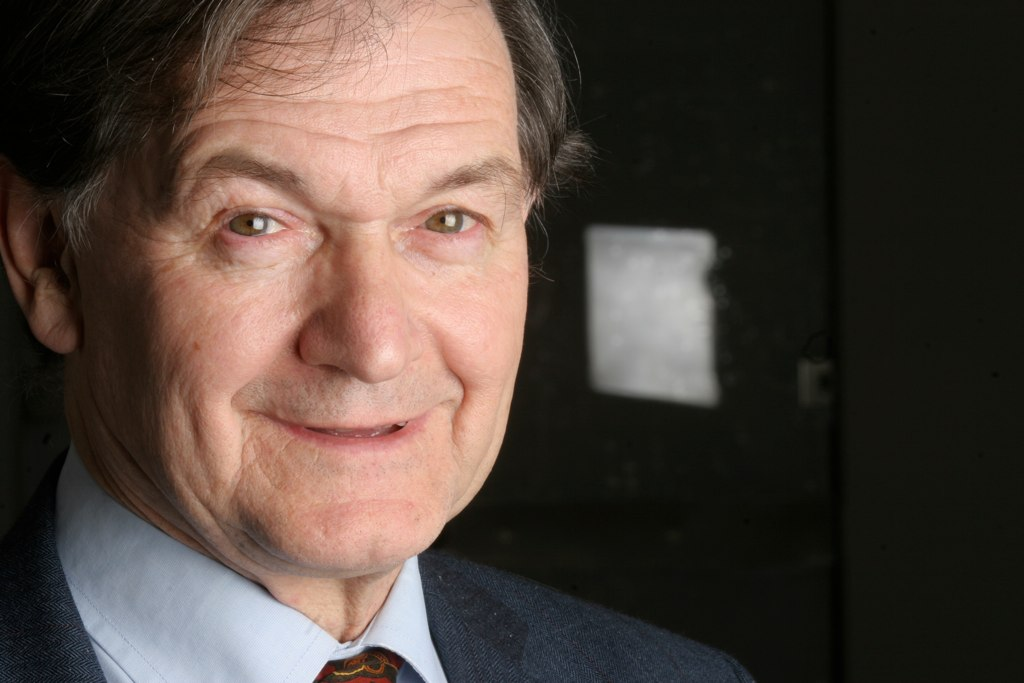
صاغ روجر بنروز فرضية الرقابة الكونية لأول مرة في عام 1969.

صاغ روجر بنروز الفرضية لأول مرة في عام 1969،  ولم يتم ذكرها بطريقة رسمية تمامًا. بمعنى أنه مقترح لبرنامج بحث: جزء من البحث هو العثور على بيان رسمي مناسب معقول ماديًا وقابل للتزوير ويكون عامًا بما يكفي ليكون مثيرًا للاهتمام. نظرًا لأن البيان ليس رسميًا تمامًا، فهناك خط عرض كافٍ (على الأقل) لصيغتين مستقلتين، وشكل ضعيف، وشكل قوي.

## فرضية الرقابة الكونية الضعيفة والقوية

### فرضيات الرقابة الكونية الضعيفة والقوية هما تخمينان يتعلقان بالهندسة العالمية للزمكان.
تؤكد فرضية الرقابة الكونية الضعيفة أنه لا يمكن أن يكون هناك تفرد مرئي من اللانهاية العشرية المستقبلية. بعبارة أخرى، يجب إخفاء التفردات عن الراصد اللانهائي من خلال أفق الحدث للثقب الأسود. رياضياً ينص التخمين على أنه، بالنسبة للبيانات الأولية العامة، يمتلك تطوير Cauchy الحد الأقصى من اللانهاية المستقبلية الكاملة.
تؤكد فرضية الرقابة الكونية القوية أن النسبية العامة بشكل عام هي نظرية حتمية بنفس المعنى أن الميكانيكا الكلاسيكية هي نظرية حتمية. بمعنى آخر يجب أن يكون المصير الكلاسيكي لجميع المراقبين متوقعًا من البيانات الأولية. رياضيا، الدول الظن بأن القصوى كوشي تطوير البيانات الأولية المدمجة أو شقة مقارب عام هي (لا ينضب) محليا باسم العادية متعددة (لورنتزيان). تم دحض هذه النسخة في عام 2018 من قبل (ميهاليس دافيرموس) و (جوناثان لوك) بسبب أفق كوشي لثقب أسود مشحون ودوران.
التخمينان مستقلان رياضياً، حيث توجد فترات زمنية تكون فيها الرقابة الكونية الضعيفة صالحة ولكن الرقابة الكونية القوية تنتهك، وعلى العكس من ذلك، توجد فضاءات يتم فيها انتهاك الرقابة الكونية الضعيفة ولكن الرقابة الكونية القوية صالحة.

### مثال
مقياس كير، المطابق لكتلة ثقب أسود {\displaystyle M} والزخم الزاوي {\displaystyle J}، يمكن استخدامها لاشتقاق الإمكانات الفعالة لمدارات الجسيمات المقتصرة على خط الاستواء (كما هو محدد بالدوران). هذه الإمكانية تبدو مثل:
{\displaystyle V_{\rm {eff}}(r,e,\ell )=-{\frac {M}{r}}+{\frac {\ell ^{2}-a^{2}(e^{2}-1)}{2r^{2}}}-{\frac {M(\ell -ae)^{2}}{r^{3}}},~~~a\equiv {\frac {J}{M}}}
أين {\displaystyle r} هو نصف قطر الإحداثيات، {\displaystyle e} و {\displaystyle \ell } هي الطاقة المحفوظة لجسيم الاختبار والزخم الزاوي على التوالي (تم إنشاؤه من نواقل القتل).
للحفاظ على الرقابة الكونية، يقتصر الثقب الأسود على حالة {\displaystyle a<1}. لوجود أفق حدث حول التفرد، المطلب {\displaystyle a<1} يجب أن يكون راضيا. هذا يرقى إلى الزخم الزاوي للثقب الأسود الذي يتم تقييده بأقل من قيمة حرجة، والتي سيختفي الأفق خارجها.

## مشاكل مع المفهوم

### هناك عدد من الصعوبات في صياغة الفرضية
- هناك صعوبات فنية في إضفاء الطابع الرسمي على مفهوم التفرد بشكل صحيح.
- ليس من الصعب بناء فضاءات لها تفردات عارية ولكنها ليست «معقولة ماديًا»؛ ربما يكون المثال المتعارف عليه لمثل هذا الزمكان هو «الخارق الفائق» مترية رايسنر-نوردستروم، الذي يحتوي على التفرد في غير محاط بأفق. يحتاج البيان الرسمي إلى مجموعة من الفرضيات التي تستبعد هذه المواقف.
- قد تحدث المواد الكاوية في نماذج بسيطة لانهيار الجاذبية، ويمكن أن يبدو أنها تؤدي إلى التفردات. هذه لها علاقة بالنماذج المبسطة للمادة السائبة المستخدمة، ولا علاقة لها على أي حال بالنسبية العامة، وتحتاج إلى استبعادها.
- أظهرت النماذج الحاسوبية لانهيار الجاذبية أن التفردات المجردة يمكن أن تنشأ، لكن هذه النماذج تعتمد على ظروف خاصة جدًا (مثل التناظر الكروي). يجب استبعاد هذه الظروف الخاصة من قبل بعض الفرضيات.

في عام 1991، راهن جون بريسكيل وكيب ثورن ضد ستيفن هوكينج على أن الفرضية خاطئة. تنازل هوكينج عن الرهان في عام 1997، بسبب اكتشاف المواقف الخاصة التي ذكرناها للتو، والتي وصفها بأنها «فنية». أعاد هوكينج صياغة الرهان لاحقًا لاستبعاد تلك الجوانب الفنية. الرهان المنقح لا يزال مفتوحًا (على الرغم من وفاة هوكينغ في عام 2018)، والجائزة هي «ملابس لتغطية عري الفائز».

## مكافحة المثال
حل دقيق للمعادلات العددية أينشتاين {\displaystyle R_{ab}=2\phi _{a}\phi _{b}} الذي يشكل مثالاً مضادًا للعديد من الصيغ لفرضية الرقابة الكونية وجده مارك د.روبرتس في عام 1985:
{\displaystyle ds^{2}=-(1+2\sigma )\,dv^{2}+2\,dv\,dr+r(r-2\sigma v)\left(d\theta ^{2}+\sin ^{2}\theta \,d\phi ^{2}\right),\quad \varphi ={\frac {1}{2}}\ln \left(1-{\frac {2\sigma v}{r}}\right),}
أين {\displaystyle \sigma } ثابت.